# RAP1A
Ras srodni protein 1A je protein koji je kod ljudi kodiran  genom.

## Interakcije
formira interakcije sa C-Raf, , , ,  i MLLT4.